# Isidore Pils
Isidore Alexandre Augustin Pils (født 19. juli 1813 eller 7. november 1815 i Paris, død 3. september eller 3. december 1875 i Douarnenez) var en fransk maler. 
Pils, Lethières og Picots elev, malede til en begyndelsen billeder af religiøst indhold. Hans Rouget de Lisle syngende Marseillaisen (1849, Louvre) vakte megen opsigt, og efter hans skildringer fra krigsskuepladsen på Krim, hvis tildragelser han nøje fulgte som øjenvidne, var hans anseelse grundfæstet.
Han malede herfra ikke blot store krigsscener, men gav også i talrige skitser og småbilleder (særlig i akvarel) indblik i soldaterlivets karakter under hvil, i bivuak og i slagtummelen. Hans første større arbejde fra Krimkrigen var Løbegraven foran Sebastopol 1855, museet i Bordeaux), hans populæreste Slaget ved Alma (1859, Versailles); andre: Franske troppers landgang, Overgangen over Alma etc. 
På sine senere dage var Pils, der 1863 blev professor ved École des beaux-arts, atter beskæftiget med bibelske og religiøse arbejder, særlig i dekorative øjemed (for Paris' Clotildekirke og andre steder). Hans sidste værk var loftsmalerier til Pariseroperaen (Olympens guder med mere). 
Af genremalerier kan anføres Barmhjertighedssøsterens død (1851, museet i Toulouse). I malerisk henseende står især hans akvareller højt. Han raderede også.
| - Isidore Pils: Portræt af Nicolas Oudinot. - Isidore Pils: Rouget de Lisle synger Marseillaisen, 1849. |